# Gemene Weidebeek
De Gemene Weidebeek is een natuurgebied in de tot de West-Vlaamse stad Brugge behorende deelgemeente Assebroek.
Het 32 ha grote gebied ligt aan de rand van de bebouwing van Assebroek en bestaat uit laaggelegen weilanden omgeven door bos. Er zijn sloten, knotwilgen, poelen en heggen. Er zijn 3 km wandelpaden in het gebied uitgezet.
Het Paalbos, een speelbos van 7 ha, en de Hoeve Hangerijn sluiten aan op dit natuurgebied.